# کیهان‌شناسی
کیهان‌شناسی (به انگلیسی: Cosmology) شاخه‌ای از علوم طبیعی (از شاخه فیزیک) است که سرآغاز، فرگشت و سرانجام نهایی گیتی (فرجام‌شناسی) را مطالعه و بررسی می‌کند.
کیهان‌شناسی فیزیکی عبارت است از مطالعهٔ آکادمیک و علمی سرآغاز، فرگشت، ساختارهای بزرگ مقیاس و دینامیک جهان و سرانجام نهایی جهان می‌پردازد و همچنین در پی کشف قوانین علمی حاکم بر این حقایق می‌باشد. کیهان‌شناسی دینی عبارت است از پیکره‌ای از باورها که برآمده از متون و رسوم تاریخی، اساطیری، دینی و قومیتی در مورد آفرینش و فرجام‌شناسی می‌باشند.
یکی از اهداف کیهان‌شناسی توصیف عالم است و موفق‌ترین نظریه آن تا به امروز در این زمینه «نظریهٔ مِه‌بانگ (Big Bang Theory)» است. در این نظریه فرض می‌شود، جهان به یکباره در انفجاری بزرگ به وجود آمده‌است. عالم اولیه تنها شامل سیالی چگال و داغ متشکل از نور و مادهٔ یونیزه شده بود. تابش (فوتون) در ماده به دام افتاده بود ولی با انبساط عالم و سرد شدن آن، الکترون‌ها و پروتون‌ها تشکیل اتم‌های خنثی دادند و ماده توانایی به دام انداختن تابش را از دست داد. امروز، ۱۳٫۷ میلیارد سال بعد از مه‌بانگ، فوتون‌های آزاد شده از قید ماده، تابش زمینهٔ کیهانی را تشکیل می‌دهند.
از رایج‌ترین سوالات در مبحث کیهان‌شناسی اینست که آیا می‌توان مرزی برای جهان قائل شد، یعنی آیا جهان لبه یا کرانه‌ای دارد که در آن به انتها برسد؟ در اینجا باید دو نوع مرز متفاوت را از هم باز شناخت. مرز مشاهده‌ای و مرز هندسی. منظور از مرز هندسی، مرزی است که به واسطهٔ هندسه جهان پدید می‌آید و به توانایی بشر در کاوش جهان، ربطی ندارد. مرز مشاهده‌ای وابسته به کارایی ابزارهای نجومی است. واژهٔ کیهان‌شناسی، به معنای مطالعه و بررسی کیهان است و از دو واژهٔ Kosmos به معنای نظم و هماهنگی و Logos به معنای بحث و گفت‌وگو است. تا اوایل قرن بیستم، کیهان‌شناسی جزو رشته‌های علم جدید به‌شمار نمی‌آمد. چون طبق طبقه‌بندی کریستین ولف شعبه‌ای از متافیزیک بود و در کنار الهیات و روان‌شناسی قرار می‌گرفت. به هر حال گرایش مردم به شناخت ستاره‌ها و به‌طور کلی شناخت عالم، گرایشی است که همواره در طول تاریخ تمدن بشر وجود داشته‌است.

## تاریخچهٔ کیهان‌شناسی

### دوران مینوی
در این دوران، جهان مادی، صرفاً در عالم روحانیت وجود داشته‌است. اهورامزدا در روشنایی و اهریمن در تاریکی، مسکن داشته‌است و میان این دو تهیگی (فضای خالی) بوده و ارادهٔ مطلق اهورامزدا بر جهان حاکم بوده‌است.

### دوران آمیختگی
این دوران کارزار اهریمن و اهورامزدا شروع می‌شود و در این مرحله آفرینش مادی انجام می‌شود.

### دوران عزیمت اهریمن
این دوران پیروزی نهایی اهورامزدا است. در اسطوره‌های هندی براهم خالق و ویشنو نگهدارنده است، اما شیوا (یکی از خدایان) سعی در نابودی مخلوقات دارد.

دکارت یکی از بنیان‌گذاران فلسفهٔ جدید کوشید تا میان دیدگاه‌های فلسفه سده‌های میانه و دیدگاه فیلسوفان یونان هماهنگی بیشتری پدیدآورد. دستاوردهای علمی کوپرنیک، گالیله، کپلر، نیوتن و … کیهان‌شناسی را تکوین کرد و از این پس کیهان‌شناسی دو سیمای متفاوت فلسفی و علمی پیدا کرد که هر چند در تعامل با هم بودند اما هر یک راهی جدا در پیش گرفتند. علم کیهان‌شناسی که از زمان گالیله رنگ تازه‌ای به خود گرفت، می‌بایست پیرو قوانین زیر می‌بود:

همهٔ مواد جهان در واپسین تحلیل از یک نوع ساخته شده‌اند:

آ. قوانین حاکم بر هر بخش از جهان در حوزه‌های خاص، در بخش‌های دیگر و در آن حوزهٔ خاص نیز حاکمند.

ب. این قوانین استثناء نمی‌پذیرند.

ج. این قوانین به زبان ریاضی نوشته شده‌اند. سیمای فلسفی کیهان‌شناسی، مشخص‌ترین جلوهٔ خویش را در فلسفهٔ دکارت، در کنار خداشناسی و روان‌شناسی یافت.

پس از کانت، پیرس و وایتهد از برجسته‌ترین چهره‌های فلسفی-علمی عرضه‌کنندهٔ کیهان‌شناسی بودند. آن‌ها جهان را به دو بخش فرودین و فرازین تقسیم می‌کردند که بخش فرودین آن عالم زمینی و بخش فرازین آن عالم افلاک و نفوس آسمانی بود. در سال ۱۵۴۳ کوپرنیک که افزون‌بر دانشوری در اخترشناسی، در الهیات و پزشکی هم تبحر داشت، کتاب به نام «گردش افلاک آسمانی» را در نوشت. وی توانست دوران زمین به دور خورشید را ثابت کند. نیوتن که بنیان‌گذار علوم طبیعی بود، عالم را متناهی می‌دانست و گرایش به این تصور داشت که عالم از مادهٔ اتمی تشکیل شده‌است که اندازهٔ آن متناهی است. بعدها تصورات لوکرتیوس را پذیرفت و گسترهٔ نامتناهی برای عالم تصور کرد. قطان مروزی (منجم ایرانی قرن نهم) پهنای فلک آفتاب را صد و هشت هزار و هفتصد و بیست و سه فرسنگ می‌داند که این رقم حدود بیست برابر قطر زمین است و قطر آفتاب را یازده هزار و نهصد و سی و شش فرسنگ ذکر می‌کند که حدود ۷۲٬۰۰۰ کیلومتر می‌شود و تنها قدری بیشتر از قطر زمین است. وی در کتاب خود، قطر و پهنای فلک عطارد، زهره، مریخ، مشتری و زحل را حساب کرده‌است. با مقایسهٔ ارقام وی با گفتار لوکرتیوس از اندازهٔ خورشید می‌بینیم که طرز فکر علمی به معنای امروزی آن در این اندازه‌ها وارد شده‌است به این معنا که داده‌های قطان مروزی در هزار سال پیش، مبتنی بر اندازه‌گیری و محاسبه بوده‌است. برای نخستین بار در تاریخ، تلسکوپ ساخت وی توانست گالیله در سال ۱۶۰۹ سطح ناهموار ماه، لکه‌های خورشیدی و چندین هزار ستاره را در نوار کهکشان به گونه‌ای متمایز و مشخص ببیند. اما تصور دانشمندان از سن عالم بسیار غیرواقعی تر بود به‌طوری‌که در دوران فرهنگ اسلامی حدود ده هزار سال تخمین زده شده بود. در اروپا حتی تا قرن هجدهم نیز تخمین سن عالم چندان متفاوت با این نبوده‌است. آن‌ها سن عالم را از مرتبه صد هزار سال می‌دانستند.
اما جهان چگونه آغاز شده؟ چگونه به حالت کنونی خود رسیده‌است؟ سرنوشت نهایی آن چیست؟ همین پرسش‌ها و تلاش‌هایی که برای پاسخ گفتن به آن‌ها انجام می‌شود شالوده علم کیهان‌شناسی است. کیهان‌شناسی نظری به صورت امروزی آن، با انتشار مقاله‌ای از اینشتین در سال ۱۹۱۷ آغاز شد. انیشتین در آن مقاله چگونگی به کار بردن معادلات نسبیت عام برای توصیف رفتار توده‌های وسیع ماده را شرح داده بود. به‌طور تاریخی برای پاسخ به سه پرسش اساسی فوق نظریه‌هایی وجود داشته‌اند که عبارتند از: نظریه جهان ایستا – نظریهٔ حالت پایا – نظریهٔ مه‌بانگ.

### دوران بابلی‌ها
بابلی‌ها اولین منجمان هستند. آنها سیستم شصت‌شصتی را اختراع کردند که در عصر مدرن ما به صورت ثانیه‌ها، دقایق، ساعت‌ها و درجات مورد استفاده قرار می‌گیرد. منجمان بابلی به خاطر پیش‌گویی آینده با استفاده از اخترشناسی گزارش‌های دقیقی در مورد حرکات ماه و سیارات در آسمان داشتند. عقاید آنها دربارهٔ زمین مربوط به پیش از دورهٔ مربوط به علم جدید می‌باشد. آنها به کیهانی اعتقاد داشتند که زمین در مرکز جهان بود و زیر آب محصور شده بود و هفت بدن آسمانی که در آسمان خداوندی قرار داشتند در اطراف زمین در کره‌های مربوط به خود حرکت می‌کردند. (آنها به ترتیب ماه، عطارد، ناهید، خورشید، مریخ، مشتری هستند). ستاره‌ها ثابت فراتر از زحل و فراتر از آبی که زمین را احاطه کرده قرار داشتند. بابلیان افسانهٔ اختراعی شباهت بسیار به سایر فرهنگ دارد. خدایان درگیر خلق جهان بودند و از بی‌نظمی و بی‌شکل کیهان می‌ساختند. داستان بابلیان در مورد جنسیس را می‎توان در انوما الیش پیدا کرد. در این کتاب پیکاری میان ماردوک، خدای نظم و تیامات اژدها، نمایندهٔ بی‌نظمی اتفاق می‌افتد. ماردوک پیروز می‌شود و بدن تیامات را تکه‌تکه می‌کند که از نصفی از آن اجسام آسمانی و از نصف باقیمانده، زمین را می‌سازد. بنابراین حتی مردمان اولیه نیز نیاز به توضیح چگونگی شکل‌گیری جهان را تشخیص داده بودند و بابلیان در پیشنهاد روئیدن نظم از درون بی‌نظمی تنها نبودند.

### یونان باستان
اگرچه یونانیان به خدایان و افسانه بهشت آینه‌ای بابلیان اعتقاد داشتند، هفت قرن قبل از میلاد دستهٔ تازه‌ای از متفکران با اتکا به قسمتی از مشاهدات دنیای اطرافشان استفاده از دلیل و استدلال را برای ورود تئوری‌های دنیای طبیعی و کیهان‌شناسی آغاز نمودند. با اینکه فیلسوفان یونان باستان اعتقادات گوناگونی دربارهٔ طبیعت و جهان داشتند، می‌توانیم رشته‌ای از منطق و تحقیق را دنبال کنیم که سرانجام ما را به علم مدرن راهنمایی کند.

### تالس
(634-546 قبل از میلاد) اعتقاد داشت که زمین سطح صافی بود که در آب محصور شده بود.

### آناکساگروس
(500-428 قبل از میلاد) اعتقاد داشت که جهان شکل استوانه‌ای بود و اینکه ما روی سطح بالایی‌اش زندگی می‌کنیم. این جهان استوانه‌ای، آزادانه در فضایی خالی غوطه‌ور است که ستاره‌های ثابت در پوسته‌ای کروی اطراف استوانه می‌چرخند. ماه در اثر بازتاب نور رسیده از خورشید روشن می‌شود و ماه‌گرفتگی نتیجهٔ افتادن سایه زمین روی ماه است.

### اودوکوس
(400-347 قبل از میلاد) هم یک مدل هندسی برای زمین داشت. با این تفاوت که در آن هر کدام از سیارات، ماه و خورشید روی کره‌های متحدالمرکز جداگانه‌ای حرکت می‌کنند و دوباره ستاره‌های ثابت بر روی پوستهٔ خارجی قرار دارند. هر کدام از پوسته‌های متعلق به اجسام آسمانی برای توجیه حرکت‌شان در آسمان در نسبت‌های مختلف حرکت می‌کنند. با داشتن مدل ناشی از مشاهدات حرکات سیارات، پیروان اودوکوس تعدادی دایره به آن اضافه کردند. برای مثال برای مریخ هفت دایره لازم بود. پیچیدگی این سیستم به زودی از محبوبیت این مدل کاست.

### ارسطو
(384-322 قبل از میلاد) با اضافه کردن تعدادی کره برای یکسان کردن حرکات سیارات، مخصوصا حرکات پسروی سیارات خارجی را دوباره‌سازی کرد. ارسطو اعتقاد داشت که طبیعت از خلا تنفر دارد. بنابراین او به جهانی مملو از کره‌های بلوری متحرک در اطراف زمین معتقد بود. ارسطو نیز باور داشت که جهان ابدی و غیرقابل تغییرات بود و خارج از کرهٔ ثابت ستاره‌ها، عدم قرار داشت.

### آریستارکوس
(310-230 قبل از میلاد) برای اولین‌بار از فاصلهٔ بین ماه و خورشید برآورد ناشیانه‌ای کرد. برآورد او خورشید را بیست‌بار دورتر قرار می‌داد و تنها دلیلی که باعث می‌شد آن دو را در یک اندازه ببینند این بود که قطر خورشید بیست‌بار بزرگ‌تر از ماه بود. آریستارکوس متحیر بود که اگر خورشید خیلی دور بود، امکان داشت که در جهان سرگردان شود؟ آیا احساس می‌کنید که زمین به دور آن می‌گردد؟

### کلادیوسبطلمیوس
(100-170 بعد از میلاد) در کتاب علم نحو پایهٔ عقاید کیهان‌شناسی اودوکوس و ارسطو را بنیان نهاد. با این تفاوت که سیارات در فلک تدویر دایروی بر روی یک مدار بزرگ‌تر می‌چرخیدند.

## نظریهٔ جهان ایستا
در نظریهٔ جهان ایستا (Static universe) فرض می‌شود جهان نه منبسط می‌شود و نه انقباض پیدا می‌کند و جهان دارای ترمودینامیک پایدار است. معادلات انیشتین هندسه فضا – زمان را توصیف می‌کند و طبیعی بود که بخواهد آن‌ها را بر هندسه سراسر فضا – زمان (یعنی بر خود جهان) انطباق دهد. او کوشید تا این کار را موافق با بینش مقبول زمانه انجام دهد که جهان را ایستا می‌شمرد، ولی نتوانست. ساده‌ترین تفسیر این معادلات، مدل‌های ناایستا را مجاز می‌شمرد یا می‌شد جهانی در حال انبساط داشت یا جهانی در حال انقباض ولی نه جهانی ساکن و ایستا. انیشتین برای آنکه معادلاتش را با جهانی وفق دهد که در آن زمان منجمان بدان عقیده داشتند، ناچار شد عاملی اضافه موسوم به «ثابت کیهان شناختی» را در آن‌ها وارد کند. در واقع او در معادلات خود دست برد. بعدها نظریهٔ جهان ایستا با مشاهدهٔ انبساط هابلی کهکشان رد شد.

## نظریهٔ حالت پایا
از سال‌های ۱۹۳۰ به بعد کلیهٔ رصدهایی که از کهکشان‌های دوردست انجام شده، تصویر انبساط عالم را هماهنگ با قانون هابل تأیید کرده‌است و هر چند که جزئیاتی چون مقدار دقیق ثابت هابل هنوز غیر قطعی است، تصویر کلی کاملاً روشن است. ما در جهانی در حال انبساط زندگی می‌کنیم. پس جهان انبساطش چگونه آغاز شده‌است؟ اگر جهان در حال انبساط است، باید زمانی چگال تر از این بوده باشد و کهکشان‌ها نیز به یکدیگر نزدیکتر بوده باشند. اگر این استدلال را بسط بدهیم نتیجه می‌گیریم زمانی کهکشان‌ها در هم فرورفته و چون نقطه‌ای بوده‌اند. آنچه اکنون می‌بینیم باید در انفجاری بزرگ از آن نقطه حاصل شده باشد. این موضوع هرمان باندی، فرد هویل و تامی گولد را بر آن داشت که در اواخر دههٔ ۱۹۴۰ و اوایل دههٔ ۱۹۵۰ کیهان‌شناسی دیگری را بر اساس «اصل کامل کیهان‌شناختی» پدیدآورند. مطابق این اصل جهان نه تنها در هر جهت) همسانگرد (و از هر جا (همگن) که بنگریم یکسان می‌نماید، بلکه در هر زمان که نظر شود نیز باید یکسان باشد (حالت پایدار). بنابراین جهان نمی‌تواند نقطه آغازینی داشته باشد. ظاهراً حل باطل نمای آلبرس و این کشف که جز در مورد همسایگان بسیار نزدیکمان، کهکشان‌ها با سرعت‌هایی متناسب با فاصله می‌گریزند حاکی از جهانی در حال تغییر است که باید از حالتی متراکم تر – انفجار بزرگ – تکامل پیدا کرده باشد. اما به‌طور نظری راهی وجود دارد که از آن می‌توان به جهانی در حال انبساط دست یافت که همیشه یکسان به نظر می‌رسد. نکته مطلب این است که باید کاری کرد که کهکشان‌های جدید جای خالی ای را پر کنند که با دور شدن کهکشان‌ها از یکدیگر باقی می‌ماند، بنابراین اگرچه ممکن است ناحیه به‌خصوصی از جهان که در همسایگی ماست در زمان‌های مختلف کهکشان‌های متفاوتی را شامل باشد، ولی همواره تعداد ثابتی کهکشان دارد که همان کارهای سابق را می‌کنند (از یکدیگر دور می‌شوند). در سال‌های ۱۹۵۰ کیهان‌شناسی نظریه حالت پایدار تا مدتی رقیبی جدی برای انفجار بزرگ شمرده می‌شد اما همیشه بر پایه‌های نامطمئن قرار داشت، زیرا معادلاتی که برای توصیف رفتار مدل‌های حالت پایدار به کار می‌رفت صورت تعدیل شده‌ای از معادلات انیشتین بود. اما اگر نظریه حالت پایدار و تلاش برای رد یا اثبات آن نبود، احتمالاً چنین تلاش رصدی وسیعی نیز صورت نمی‌پذیرفت و اطلاعات کنونی ما دربارهٔ جهان واقعی بسیار کمتر می‌بود.
این موضوع میان انفجار بزرگ و حالت پایدار، تلاش رصدی عمده‌ای را به این منظور برانگیخت که آیا به‌طور متوسط، قسمت‌های دوردست جهان متفاوت به نظر می‌آیند یا نه؛ و در اواخر دهه ۱۹۶۰ دلایل قانع‌کننده‌ای حاکی از آن که جهان تحول پیدا می‌کند، وجود داشت. ما در جهانی با حالت پایدار زندگی نمی‌کنیم.

## مِه‌بانگ
از آنجا که همه چیز در حال دور شدن از یکدیگرند، روزی بوده که همه به هم نزدیک تر بوده‌اند و اگر به اندازه کافی به عقب برگردیم به نقطه‌ای می‌رسیم که عالم با یک انفجار اولیه از آن جا شروع شده است. این نقطه کجاست؟ آیا می‌توان به نقطه اشاره کرد و گفت "آنجا"؟ در مورد انفجارهای معمولی پاسخ این سؤال روشن است، همه چیز از نقطه انفجار به وجود می‌آید، ولی برای مه‌بانگ پاسخ این سؤال ساده نیست. می‌توان این‌گونه گفت: «همه جا و هیچ کجا». اگر نقطه‌ای وجود داشت که انفجار در آن رخ داده بود آنجا مسلماً نقطه خاصی بوده و این موضوع با اصل کیهان‌شناختی در تعارض است. در حقیقت فضا و زمان در همان لحظه مه‌بانگ به وجود آمده‌اند و اگر از هر نقطه ای در فضا – زمان به عقب برگردیم به جایی می‌رسیم که مه‌بانگ در آن رخ داده است «یعنی همه جای عالم کنونی». اگر جهان را - چنانچه در مدل‌های فریدمان کره‌ای در حال انبساط در نظر بگیریم در هر لحظه، فضا، سطح این کره است که با گذشت زمان بزرگتر می‌شود. جایی که مه‌بانگ رخ داده مرکز این کره است در حالی که این مرکز جزئی از سطح کره (عالم کنونی ما) نیست؛ یعنی مه‌بانگ در «هیچ کجای عالم کنونی» رخ نداده است.